# Idaea herbariata
Idaea herbariata är en fjärilsart som beskrevs av Fabricius 1798. Idaea herbariata ingår i släktet Idaea och familjen mätare. Inga underarter finns listade i Catalogue of Life.